# Código Procesal Civil del Perú
El Código de Procesal Civil del Perú es el cuerpo legal peruano que regula el procedimiento en los procesos contenciosos civiles entre partes y, además, de los actos de jurisdicción no contenciosa que corresponde a los tribunales de justicia del Perú.

## Estructura

### Contenido
Título Preliminar:

#### Sección primera
- Jurisdicción, Acción y Competencia
  - Título I: Jurisdicción y acción (Artículo 1 al 4)
  - Título II: Competencia
    - Capítulo I: Disposiciones Generales (Artículo 5 al 34)
    - Capítulo II: Cuestionamiento de la competencia (Artículo 35 al 46)
    - Capítulo III: Competencia internacional (Artículo 47)

#### Sección segunda
- Sujetos del Proceso
  - Título I: Órganos judiciales y sus auxiliares (Artículo 48 al 56) 	
    - Capítulo I: Juzgados y Cortes (Artículo 48 al 49)
    - Capítulo II: Deberes, facultades y responsabilidades de los jueces en el proceso (Artículo 50 al 53)
    - Capítulo III: Auxiliares jurisdiccionales y Órganos de auxilio judicial (Artículo 54 al 56)

  - Título II: Comparecencia al proceso (Artículo 57 al 112) 	
    - Capítulo I: Disposiciones Generales (Artículo 57 al 62)
    - Capítulo II: Representación procesal (Artículo 63 al 67)
    - Capítulo III: Apoderado Judicial (Artículo 68 al 79)
    - Capítulo IV: Representación judicial por abogado, Procuración oficiosa y Representación de los intereses difusos (Artículo 80 al 82)
    - Capítulo V: Acumulación (Artículo 83 al 91)
    - Capítulo VI: Litisconsorcio (Artículo 92 al 96)
    - Capítulo VII: Intervención de terceros, Extromisión y Sucesión procesal (Artículo 97 al 108)
    - Capítulo VIII: Deberes y responsabilidades de las partes, de sus abogados y de sus apoderados en el proceso (Artículo 109 al 112)

  - Título III: Ministerio Público (Artículo 113 al 118)

#### Sección tercera
- Actividad Procesal
  - Título I: Forma de los actos procesales (Artículo 119 al 135)	 	
    - Capítulo I: Actos procesales del juez (Artículo 119 al 128)
    - Capítulo II: Actos procesales de las partes (Artículo 129 al 135)

  - Título II: Formación del expediente (Artículo 136 al 140)
  - Título III: Tiempo en los actos procesales (Artículo 141 al 147)
  - Título IV: Oficios y Exhortos (Artículo 148 al 154)
  - Título V: Notificaciones (Artículo 155 al 170)
  - Título VI: Nulidad de los actos procesales (Artículo 171 al 178)
  - Título VII: Auxilio judicial (Artículo 179 al 187)
  - Título VIII: Medios probatorios (Artículo 188 al 304) 	
    - Capítulo I: Disposiciones generales (Artículo 188 al 201)
    - Capítulo II: Audiencia de pruebas (Artículo 202 al 212)
    - Capítulo III: Declaración de partes (Artículo 213 al 221)
    - Capítulo IV: Declaración de testigos (Artículo 222 al 232)
    - Capítulo V: Documentos (Artículo 233 al 261)
    - Capítulo VI: Pericia (Artículo 262 al 271)
    - Capítulo VII: Inspección Judicial (Artículo 272 al 274)
    - Capítulo VIII: Sucedáneos de los medios probatorios (Artículo 275 al 283)
    - Capítulo IX: Prueba anticipada (Artículo 284 al 299)
    - Capítulo X: Cuestiones probatorias (Artículo 300 al 304)

  - Título IX: Impedimentos, recusación, excusación y abstención (Artículo 305 al 316)
  - Título X: Interrupción, suspensión y conclusión del proceso (Artículo 317 al 322)
  - Título XI: Formas especiales de conclusión del proceso (Artículo 323 al 354)	 	
    - Capítulo I: Conciliación (Artículo 323 al 329)
    - Capítulo II: Allanamiento y Reconocimiento (Artículo 330 al 333)
    - Capítulo III: Transacción judicial (Artículo 334 al 339)
    - Capítulo IV: Desistimiento (Artículo 340 al 345)
    - Capítulo V: Abandono (Artículo 346 al 354)

  - Título XII: Medios impugnatorios (Artículo 355 al 405)	 	
    - Capítulo I: Disposiciones generales (Artículo 355 al 361)
    - Capítulo II: Reposición (Artículo 362 al 363)
    - Capítulo III: Apelación (Artículo 364 al 383)
    - Capítulo IV: Casación (Artículo 384 al 400)
    - Capítulo V: Queja (Artículo 401 al 405)

  - Título XIII: Aclaración y corrección de resoluciones (Artículo 406 al 407)
  - Título XIV: Consulta (Artículo 408 al 409)
  - Título XV: Costas y Costos (Artículo 410 al 419)
  - Título XVI: Multas (Artículo 420 al 423)

#### Sección cuarta
- Postulación del proceso
  - Título I: Demanda y emplazamiento (Artículo 424 al 441)
  - Título II: Contestación y reconvención (Artículo 442 al 445)
  - Título III: Excepciones y defensas previas (Artículo 446 al 457)
  - Título IV: Rebeldía (Artículo 458 al 464)
  - Título V: Saneamiento del proceso (Artículo 465 al 467)
  - Título VI: Audiencia Conciliatoria o de fijación de puntos controvertidos y saneamiento probatorio (Artículo 468 al 472)
  - Título VII: Juzgamiento anticipado del proceso (Artículo 473 al 474)	 	
    - Capítulo I: Juzgamiento anticipado del proceso (Artículo 473)
    - Capítulo II: Conclusión anticipada del proceso (Artículo 474)

#### Sección quinta
- Procesos contenciosos
  - Título I: Proceso de Conocimiento (Artículo 475 al 485)
  - Capítulo I: Disposiciones generales (Artículo 475 al 479)
  - Capítulo II: Disposiciones especiales (Artículo 480 al 485)
- Título II: Proceso Abreviado (Artículo 486 al 545)	 	
  -     - Capítulo I: Disposiciones generales (Artículo 486 al 494)
    - Capítulo II: Disposiciones especiales (Artículo 495 al 545)

  - Título III: Proceso Sumarísimo (Artículo 546 al 607)	 	
    - Capítulo I: Disposiciones generales (Artículo 546 al 559)
    - Capítulo II: Disposiciones especiales (Artículo 560 al 607)

  - Título IV: Proceso Cautelar (Artículo 608 al 687)	 	
    - Capítulo I: Medidas cautelares (Artículo 608 al 639)
    - Capítulo II: Medidas cautelares específicas (Artículo 640 al 687)

  - Título V: Procesos de Ejecución (Artículo 688 al 739)	 	
    - Capítulo I: Disposiciones generales (Artículo 688 al 692)
    - Capítulo II: Proceso ejecutivo (Artículo 693 al 712)
    - Capítulo III: Proceso de ejecución de resoluciones judiciales (Artículo 713 al 719)
    - Capítulo IV: Proceso de ejecución de garantías (Artículo 720 al 724)
    - Capítulo V: Ejecución forzada (Artículo 725 al 739)

#### Sección sexta
- Procesos no sentenciosos
  - Título I: Disposiciones Generales (Artículo 740 al 762)
  - Título II: Disposiciones Especiales (Artículo 763 al 840)